# روبرت بورتون (سياسي)
روبرت بورتون (بالإنجليزية: Robert Burton)‏ هو سياسي أمريكي، ولد في 20 أكتوبر 1747 في كارولاينا الشمالية في الولايات المتحدة، وتوفي في 31 مايو 1825 في مقاطعة غرانفيل في الولايات المتحدة.